# Barbora Krejčíková
Barbora Krejčíková, née le 18 décembre 1995 à Brno, est une joueuse de tennis tchèque.
Elle a remporté 8 titres en simple, parmi lesquels Roland-Garros 2021 et Wimbledon 2024. En double, elle possède 18 titres, dont 7 tournois du Grand Chelem ; elle a réalisé le Grand Chelem en carrière en remportant les 4 tournois. Elle a également glané 3 titres du Grand Chelem en double mixte, tous à l'Open d'Australie.
Le 29 mai 2021, elle décroche son premier titre en simple au tournoi WTA 250 de Strasbourg, puis enchaîne en remportant, le 12 juin, son premier titre du Grand Chelem en simple dames en battant en finale de Roland-Garros la Russe Anastasia Pavlyuchenkova en trois sets (6-1, 2-6, 6-4). Le lendemain, elle remporte le double avec sa compatriote Kateřina Siniaková, devenant ainsi la première joueuse à remporter à la fois le simple et le double depuis Mary Pierce en 2000.
Le 1er août 2021, toujours avec Kateřina Siniaková, elle est sacrée championne olympique en double aux Jeux de Tokyo. La paire remporte également le Masters 2021.
En 2022, le binôme remporte 3 nouveaux tournois du Grand Chelem : l'Open d'Australie, Wimbledon ainsi que pour la première fois l'US Open. Cette victoire leur permet de réaliser le Petit Chelem et le Grand Chelem en carrière (victoire dans les quatre tournois).
En 2023, toujours avec Kateřina Siniaková, elle remporte l'Open d'Australie pour la 2e fois consécutive. Elle remporte également le tournoi d'Indian Wells en double. Elle réalise le doublé à San Diego en remportant la finale du simple face à Sofia Kenin et celle du double face à Danielle Collins et Coco Vandeweghe, toujours avec sa compatriote.

## Carrière

### 2020. 1/8 à Roland-Garros et entrée dans le top 100 en simple,2etitreen double mixte
Elle commence sa saison par une sortie en qualifications de Shenzen, mais un titre en double avec sa partenaire habituelle, Kateřina Siniaková et participe mi-janvier pour la sixième fois de suite aux qualifications de l'Open d'Australie. Elle s'y extirpe et remporte son premier match dans un tournoi du Grand Chelem en battant l'Estonienne Kaia Kanepi (7-6, 2-6, 6-3). Elle est éliminée au tour suivant par la Russe Ekaterina Alexandrova (1-6, 3-6). Elle échoue au premier tour des qualifications à Dubaï contre la Roumaine Ana Bogdan, puis remporte un match à Prague contre une autre Roumaine, Patricia Maria Țig. Elle s'incline contre la numéro deux mondiale Simona Halep en trois sets (6-3, 5-7, 2-6) au deuxième tour.
Elle atteint en double les demi-finale de l'Open d'Australie (pour la première fois) et d'Ostrava ainsi que la finale de Dubaï, battue à chaque fois par le duo Hsieh Su-wei-Barbora Strýcová.
Après un retour sur le circuit ITF, elle intègre pour la première fois de sa carrière le tableau finale d'un Grand Chelem sans passer par les qualifications à Roland Garros. Elle y fait bonne impression, éliminant la Serbe Nina Stojanović (6-3, 7-5), sa compatriote Barbora Strýcová (6-4, 3-6, 6-3) et l'invité Tsvetana Pironkova (5-7, 6-4, 6-3). Elle est sortie en huitièmes de finale par l'Argentine Nadia Podoroska (6-2, 2-6, 3-6), sortie des qualifications et future demi-finaliste surprise du tournoi. Elle intègre à l'issue du tournoi pour la première fois le Top 100. En double, elle parvient en demi-finale, battue par Kristina Mladenovic et Tímea Babos.
Obligée de disputer les qualifications au tournoi d'Ostrava dans son pays natal, elle s'en sort et est éliminée au deuxième tour par la Biélorusse ancienne numéro une Victoria Azarenka (6-2, 2-6, 1-6), puis en demi-finale de Linz par une autre Biélorusse, Aryna Sabalenka (5-7, 6-4, 3-6).

### 2021.No3mondiale et 1ertitre en Grand Chelem à Roland-Garros en simple, titres à Roland-Garros et au Masters en double et3eOpend'Australie en double mixte
L'année 2021 est celle des performances les plus notables de la carrière de Krejčíková. Elle participe notamment à sa première finale d'un tournoi WTA 1000 à Dubaï où elle s'incline notamment contre Garbiñe Muguruza et s'impose à Roland-Garros contre Anastasia Pavlyuchenkova. Elle commence l'année classée 65ème joueuse mondiale au tournoi d'Abu Dhabi où elle s'incline contre Yulia Putintseva avant de se rendre en Australie. Elle enregistre deux victoires au tournoi WTA500 Grampians Trophy contre Lauren Davis et la tête de série 4 Elena Rybakina avant de s'incliner contre Jennifer Brady en quart de finale.
Bien que son tournoi à l'Open d'Australie soit court où elle perd dès le second tour contre Ekaterina Alexandrova pour la seconde année consécutive, elle et sa compatriote Siniaková atteignent la finale en double dames où elles s'inclinent contre la paire victorieuse Mertens/Sabalenka. En double mixte, elle remporte le tournoi pour la troisième année de suite, son second titre avec Rajeev Ram.
Lors de la tournée au Moyen-Orient, son résultat le plus notable en double reste une demi-finale avec Siniaková à Doha où elles perdent contre Ostapenko et Niculescu. En simple, son parcours l'amène en finale à Dubaï après avoir battu deux championnes de Grand Chelem, Jelena Ostapenko et Svetlana Kuznetsova, ainsi que la tête de série 16 Maria Sakkari. Ce résultat l'amène directement au sein du top 40 pour la première fois de sa carrière où elle occupe alors la 38ème place en simple. Elle s'incline cependant en deux sets accrochés contre l'Espagnole Garbine Muguruza.

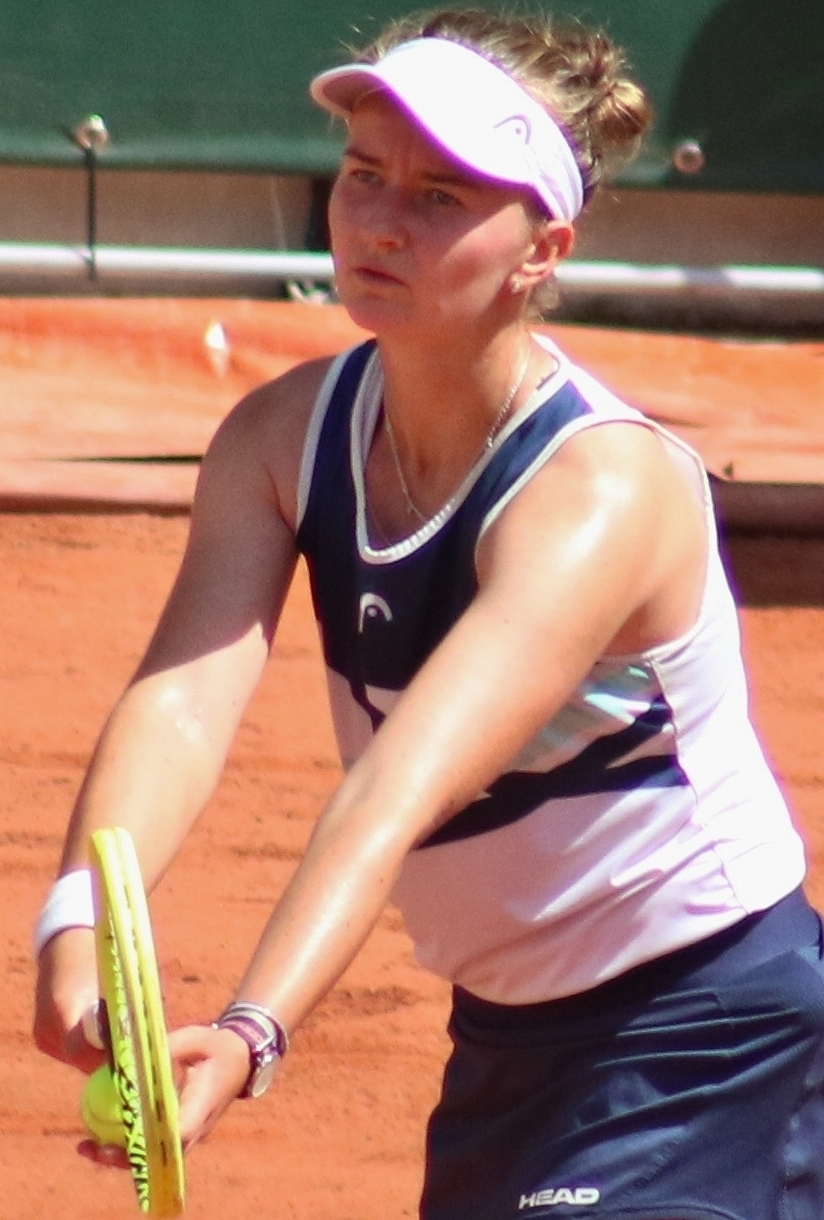
Krejcikova à Roland Garros 2021.

Au tournoi de Madrid, elle s'incline dès son entrée en lice contre Paula Badosa en simple. Néanmoins, Krejčíková et Siniaková remportent le tournoi en double en se défaisant de la paire composée de Demi Schuurs et Gaby Dabrowsky finale.
Aux Internationaux de Strasbourg, Krejčíková remporte son premier titre en simple en battant Sorana Cirstea en finale.
A Roland-Garros, Krejčíková se défait d'adversaires tels que Kristýna Plíšková, Ekaterina Alexandrova ou encore Elina Svitolina pour rejoindre le quatrième tour pour la deuxième année de suite. Elle y bat assez facilement la finaliste de 2018 Sloane Stephens sur le score de 6-2, 6-0 et seulement 67 minutes de jeu pour rejoindre ses premiers quarts de finale en Grand Chelem. Au tour suivant, elle se débarrasse non sans mal de Coco Gauff après avoir sauvé cinq balles de premier set. La demi-finale qui la voit s'opposer à Maria Sakkari se joue en trois sets très accrochés où elle sauve notamment une balle de match dans le troisième set avant d'assurer sa place en finale. Pour sa cinquième apparition dans le tableau principal d'un tournoi du Grand Chelem, elle rejoint sa première finale où elle bat en trois sets la Russe Anastasia Pavlyuchenkova. Elle devient la troisième joueuse tchèque de l'histoire à s'imposer dans le tournoi en simple, 40 ans après Hana Mandlíková tout juste. Grâce à ce résultat, elle se retrouve classée parmi les 15 meilleures joueuses du monde pour la première fois de sa carrière. En double, elle est associée à Siniaková, la paire bat les sœurs Plíšková en quart de finale puis Bernarda Pera et Magda Linette en demi-finale avant de s'imposer face à Bethanie Mattek-Sands et Iga Świątek en finale et remporter leur second titre à Roland-Garros,. Avec cette victoire, Krejčíková devient la première joueuse depuis Mary Pierce en 2000 à s'imposer à la fois en simple et en double à Paris. Grâce à ce résultat, Krejčíková et Siniaková deviennent respectivement la 1ère et 2nde joueuse mondiale en double.
Trois semaines plus tard, elle fait ses débuts à Wimbledon où elle est tête de série 14. Elle bat successivement Clara Tauson, Andrea Petkovic ainsi qu'Anastasia Sevastova avant d'être battue par la numéro 1 mondiale Ashleigh Barty. Avec cette défaite, sa série d'invincibilité s'arrête à 15 matches. Une semaine après le tournoi londonien, elle remporte son troisième titre WTA à Prague où elle s'impose contre Tereza Martincová en finale, son premier tournoi remporté sur dur.

### 2022. Petit Chelem en double, 1/4 à l'Open d'Australie et 2 titres en simple
Elle commence l'année en forme avec une finale à Sydney, écartant sur son passage Jaqueline Cristian, Caroline Garcia et la 7ème joueuse mondiale, Anett Kontaveit (0-6, 6-4, 7-6) en écartant sept balles de match. C'est la première fois qu'elle bat l'Estonienne, ce qui lui permet d'accéder à la finale. Elle ne remporte pas le titre, étant battu par l'Espagnole Paula Badosa en trois sets (3-6, 6-4, 6-7) pour la troisième fois en autant de confrontations.
Têtes de série numéro une de l'Open d'Australie 2022, elle remporte avec sa partenaire Kateřina Siniaková, le titre en double dames, face à Anna Danilina et Beatriz Haddad Maia. Elle réalise également une belle performance en simple en atteignant les quarts de finale du Grand Chelem australien pour la première fois de sa carrière. Pour cela, elle s'impose contre Andrea Petkovic, Wang Xiyu, Jeļena Ostapenko et Victoria Azarenka, ancienne vainqueur du tournoi. Elle est battue par l'Américaine Madison Keys.
Elle s'incline ensuite prématurément au deuxième tour à Dubaï contre Dayana Yastremska et à Doha contre Jeļena Ostapenko, qui prend sa revanche de l'Open d'Australie. Victime d'une blessure au coude, elle est absente du circuit durant trois mois, et ne défend pas son titre à Strasbourg. Elle obtient néanmoins son meilleur classement durant le mois de mai, en étant 2ème mondiale.
Alors tenante du titre et numéro 2 mondiale, elle fait son retour à la compétition à Roland Garros et s'incline au premier tour des Internationaux de France de tennis 2022 contre la Française Diane Parry, 97ème mondiale (6-1, 2-6, 3-6). Après le tournoi, elle sort du Top 10.
Durant le mois de juin, pour la reprise sur gazon, elle est battue au premier tour du tournoi d'Eastbourne par l'Ukrainienne Marta Kostyuk, (6-4, 3-6, 4-6). Elle atteint le troisième tour du tournoi de Wimbledon, s'imposant contre Maryna Zanevska et Viktorija Golubic. Elle est défaite au troisième tour, par Ajla Tomljanović, pour ce qui constitue leur premier duel. En double, elle remporte le tournoi londonien associée à sa compatriote Kateřina Siniaková.
Les mois suivants sont plutôt difficiles, avec des éliminations d'entrée à Budapest (contre la 102ème mondiale Wang Xiyu), Toronto (contre sa compatriote Karolína Plíšková) et Cincinnati (éliminée par Veronika Kudermetova), des deuxièmes tours à Prague (battue par la lucky loser Nao Hibino, alors qu'elle est tenante du titre), Cleveland et à l'US Open, ainsi qu'un quart de finale à Hambourg.
Début octobre, elle enchaîne trois victoires consécutives à Tallinn depuis en battant Ajla Tomljanović, Marta Kostyuk, Beatriz Haddad Maia, Belinda Bencic et en finale la locale Anett Kontaveit, numéro quatre mondiale (6-2, 6-3) pour remporter son premier titre de l'année. Elle continue sur sa lancée début novembre en éliminant Shelby Rogers, profite du forfait de Belinda Bencic, vainc Alycia Parks et la récente vainqueur de Wimbledon Elena Rybakina pour disputer la finale du tournoi d'Ostrava chez elle. Elle joue la numéro un mondiale, la Polonaise Iga Świątek qu'elle n'a jamais battue. Elle s'impose au cours d'une finale très serrée (5-7, 7-6, 6-3), c'est son deuxième titre en deux semaines.
En double, elle remporte durant le mois de septembre son troisième titre du Grand Chelem de la saison à l'US Open, accompagnée de sa partenaire Kateřina Siniaková, elles deviennent la première paire depuis les Sœurs Williams à remporter les quatre tournois du Grand Chelem. C'est aussi la première paire à réaliser un Petit Chelem en double féminin depuis 2009.
Elle s'incline mi-octobre au premier tour de Guadalajara contre la Russe Anna Kalinskaya (3-6, 4-6).

### 2023. Premier titre en WTA 1000 à Dubaï en simple et2eOpend'Australie en double
Elle rallie mi-janvier pour la deuxième année consécutive les huitièmes de finales à l'Open d'Australie battant coup sur coup deux qualifiées, Sara Bejlek (6-3, 6-1) et Clara Burel (6-4, 6-1) puis l'Ukrainienne Anhelina Kalinina (6-2, 6-3). Elle est éliminée pour son quatrième match par l'Américaine numéro trois mondiale Jessica Pegula (5-7, 2-6). En double elle emporte le tournoi avec sa partenaire habituelle Kateřina Siniaková.
Elle perd en février au deuxième tour d'Abu Dhabi et au premier tour de Doha contre deux Russes (Liudmila Samsonova et Veronika Kudermetova). Fin février à Dubaï, elle bat d'abord la Roumaine Irina-Camelia Begu (6-4, 6-2), puis la Russe huitième Daria Kasatkina (6-4, 4-6, 7-5), sa compatriote Petra Kvitová (6-3, 6-2) pour rallier les quarts de finale d'un WTA 1000 pour la première fois depuis deux ans. Elle renverse contre la Biélorusse Aryna Sabalenka, deuxième mondiale et récente vainqueur de l'Open d'Australie (0-6, 7-6, 6-1). C'est la première fois de sa carrière qu'elle bat deux joueuses du Top 10 dans un même tournoi. Elle prend sa revanche contre la numéro trois Jessica Pegula en demi (6-1, 5-7, 6-0) et s'impose contre la numéro un mondiale Iga Świątek (6-4, 6-2) en finale du tournoi pour remporter le premier WTA 1000 de sa carrière.
Mi-mars, elle s'impose contre l'Ukrainienne Dayana Yastremska (6-1, 6-2) et la Chinoise Wang Xinyu (6-2, 6-7, 6-2) au Tournoi de tennis d'Indian Wells pour égaler son meilleur résultat. Elle est défaite par la Biélorusse Aryna Sabalenka (6-3, 2-6, 6-4), qui prend sa revanche de Dubaï.
Associée à sa compatriote Kateřina Siniaková, elle remporte le titre d'Indian Wells en double en éliminant la paire japonaise Shuko Aoyama/Ena Shibahara (qu'elles avaient rencontré en finale de l'Open d'Australie) en demi-finale du tournoi californien (6-4, 6-2) puis en finale en se débarrassant de Beatriz Haddad Maia et Laura Siegemund (6-1, 3-6, 7-6). C'est le deuxième WTA 1000 qu'elle remporte en double après Madrid 2021.
Elle améliore sa meilleure performance au tournoi de Miami en éliminant Aliaksandra Sasnovich (6-3, 6-2) et l'Américaine Madison Keys (7-6, 6-3) et en atteignant donc les huitièmes de finale. Comme à Indian Wells, au même stade, elle est sortie par la Biélorusse Aryna Sabalenka (3-6, 2-6). Après avoir éliminé la Russe Liudmila Samsonova (6-2, 6-0), elle affronte et perd une nouvelle fois au deuxième tour de Stuttgart contre la Biélorusse, numéro deux mondiale Aryna Sabalenka (2-6, 3-6). Deux semaines plus tard, elle gagne son premier match à Madrid contre la Monténégrine Danka Kovinić (6-3, 4-6, 6-0) et enchaîne une deuxième victoire contre la Chinoise Wang Xiyu (6-4, 6-1) mais ne dépasse pas les huitièmes de finale (battue par Petra Martić, 3-6, 6-7). Elle remporte son deuxième tour à Rome de nouveau contre Danka Kovinić (6-2, 4-1 ab.) mais s'incline une quatrième fois contre la Lettone Jeļena Ostapenko (6-7, 0-6), ancienne lauréate à Roland Garros. Elle termine sa difficile tournée sur ocre avec une élimination au premier tour de Roland Garros comme l'année dernière contre Lesia Tsurenko (2-6, 4-6).

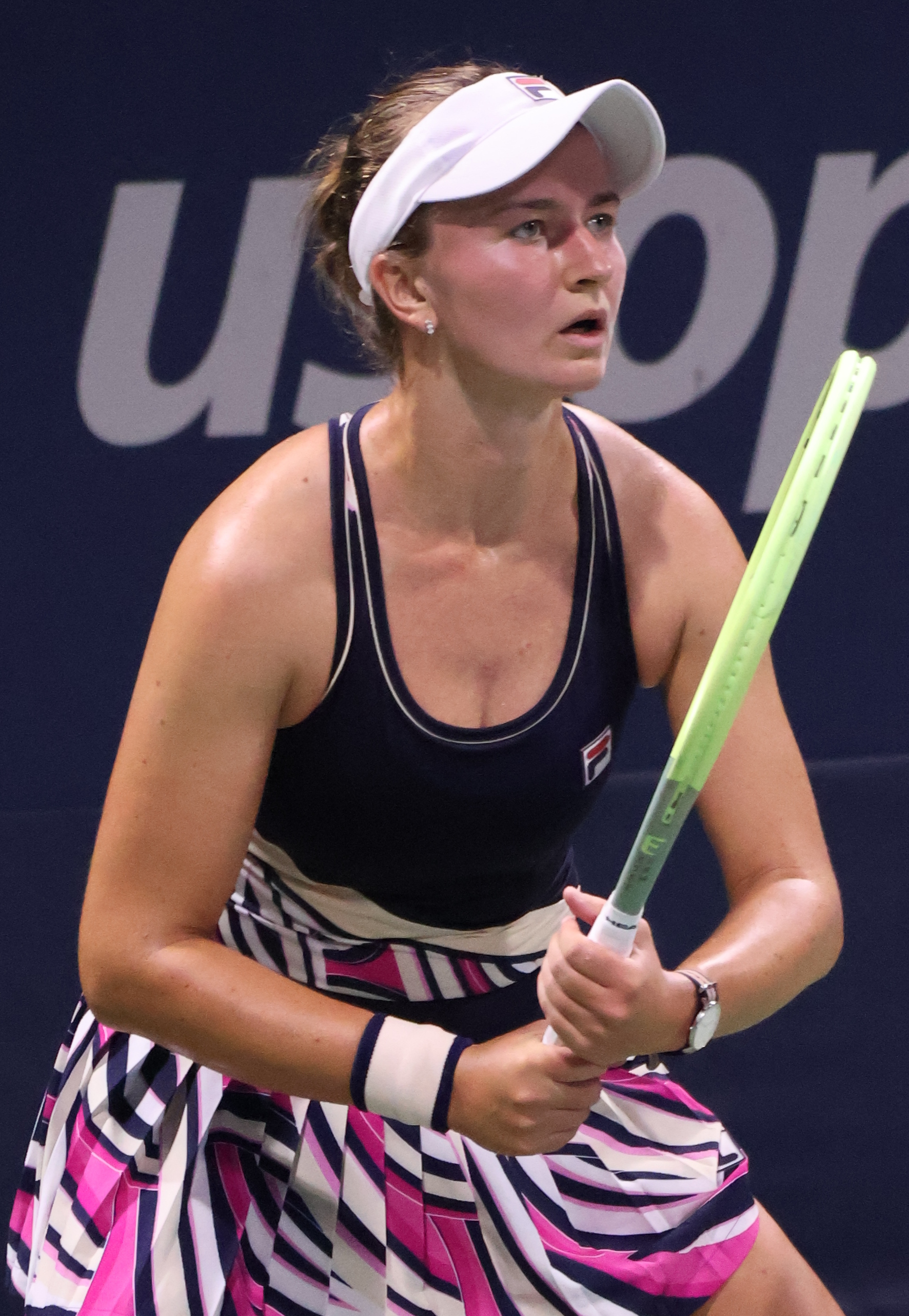
Krejcikova à l'US Open 2023.

Pour son premier tournoi sur gazon, elle reprend des couleurs avec des victoires sur la qualifiée Cristina Bucșa (6-3, 6-3), sur ses compatriotes Tereza Martincová (6-4, 6-4) et Linda Fruhvirtová (6-3, 6-2) ainsi que la Chinoise Zhu Lin (6-3, 6-2) pour arriver en finale du tournoi de Birmingham. Elle retrouve la Lettone Jeļena Ostapenko mais comme à Rome, elle est battue (6-7, 4-6). Après s'être débarrassée de l'invitée locale Heather Watson (6-2, 7-5), elle abandonne contre la très jeune (16 ans) Mirra Andreeva (3-6, 0-4 ab.) sur le gazon de Wimbledon.
La tournée américaine est difficile pour elle avec trois défaites à Cincinnati, comme l'année passée, où elle s'incline au premier tour contre l'ancienne numéro une, Victoria Azarenka (3-6, 5-7), demi-finaliste en début d'année à l'Open d'Australie, à Cleveland contre la repêchée danoise Clara Tauson (4-6, 1-6) et à l'US Open par l'Italienne Lucia Bronzetti (4-6, 6-7), qui gagne son premier match dans le tournoi.
Elle se reprend à San Diego, mi-septembre où elle l'emporte contre l'Ukrainienne Marta Kostyuk (6-3, 6-2), la Brésilienne Beatriz Haddad Maia (6-4, 6-3) et emporte un match difficile contre la locale Danielle Collins, qu'elle renverse (3-6, 7-5, 6-2). Opposée à la revenante Sofia Kenin, ancienne numéro quatre mondiale en finale, elle s'impose (6-4, 2-6, 6-4) pour emporter son deuxième tournoi de l'année. Elle tombe néanmoins au premier tour de Pékin qu'elle dispute pour la première fois de sa carrière, la semaine suivante, fatiguée par les matchs qu'elle vient d'enchaîner, contre la jeune pépite russe Mirra Andreeva (2-6, 2-6).
Elle dispute pour la première fois de sa carrière une finale en Chine à Zhengzhou où elle croque Petra Martić (7-5, 6-1), profite de l'abandon de Lesia Tsurenko (6-3 ab.), puis élimine sèchement la Russe Daria Kasatkina (6-3, 6-0) pour la deuxième fois de la saison. Elle ne peut rien faire en finale, éliminée par la locale Zheng Qinwen (6-2, 2-6, 4-6).

### 2024. 2eGrand Chelem à Wimbledon, quart de finale à l'Open d'Australie et retour dans le Top 10
Elle commence sa saison 2024 par une défaite d'entrée à Adélaïde contre la Russe Anna Kalinskaya (5-7, 6-3, 5-7) après avoir mené un break d'avance dans la dernière manche. Elle rallie néanmoins les quarts de finale en Grand Chelem pour la première fois depuis deux ans à l'Open d'Australie. Elle renverse au premier tour, l'invitée japonaise Mai Hontama (2-6, 6-4, 6-3) et sort plus facilement l'Allemande Tamara Korpatsch (6-2, 6-2) qui vient de gagner son premier match en carrière ici. Elle accède aux huitièmes de finale en sortant la numéro une en double, qualifiée locale Storm Sanders au terme d'un duel serré (4-6, 7-5, 6-3), puis renverse pour la troisième fois du tournoi son adversaire en la personne de la très jeune Mirra Andreeva, qui dispute à seize ans son premier Open d'Australie (4-6, 6-3, 6-2). Arrivée en quarts de finale, elle tombe contre la numéro deux mondiale et tenante du titre, Aryna Sabalenka en deux manches (2-6, 3-6), future gagnante du tournoi.

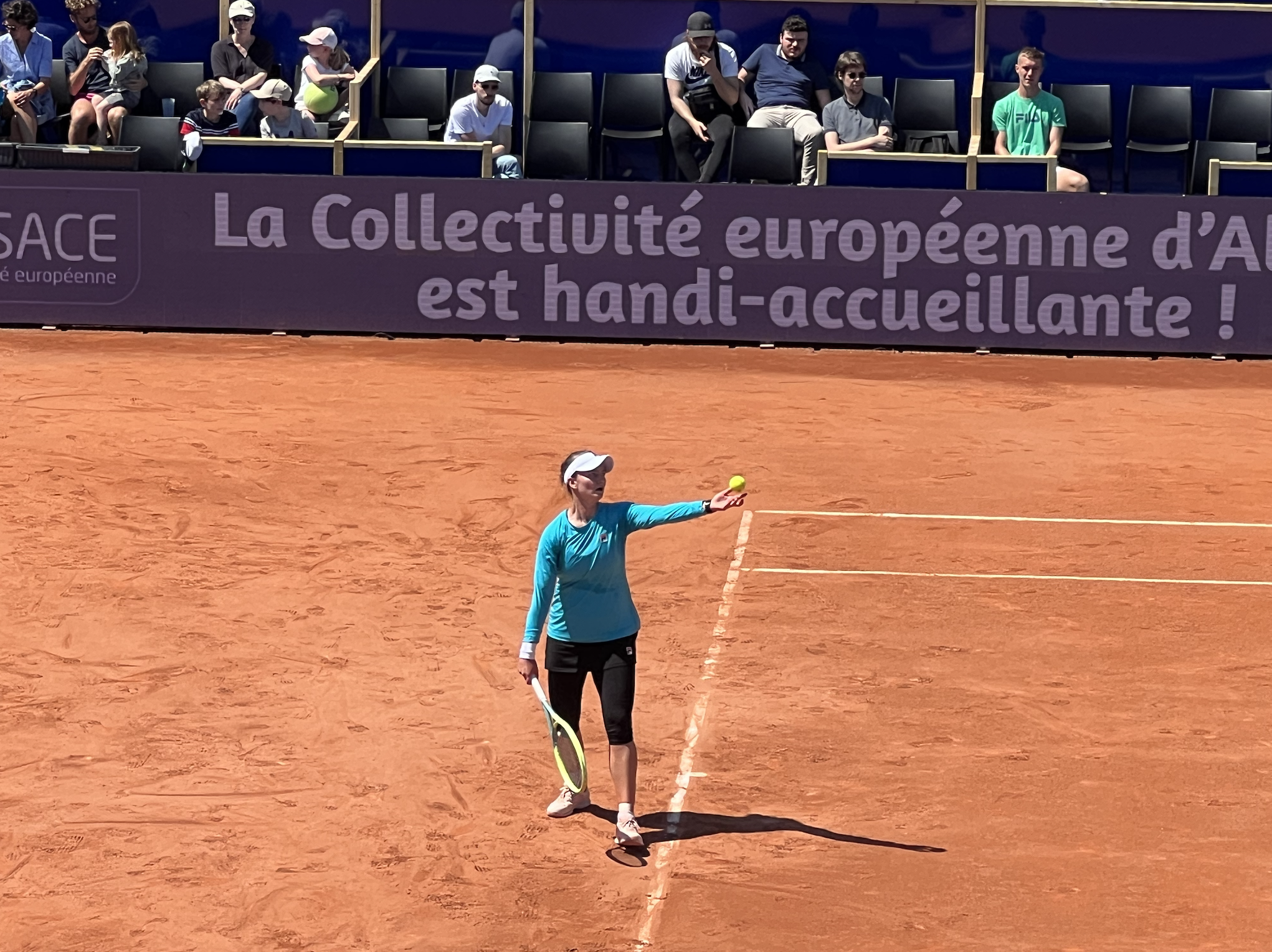
Krejcikova au service aux Internationaux de Strasbourg 2024.

Préparant la défense de son titre à Dubaï, elle profite de l'abandon à Abou Dhabi de la repêchée espagnole Sara Sorribes Tormo (6-2, 1-0 ab.) mais perd dès le match suivant contre la Russe Liudmila Samsonova (5-7, 4-6) qui restait sur trois défaites avant le tournoi. Elle sort alors du Top 20 et ne reprend que deux mois plus tard à Stuttgart pour la tournée européenne sur terre battue qui s'avère être très compliquée. Elle essuie ainsi quatre défaites d'entrée à Stuttgart contre l'ancienne Top 10 Veronika Kudermetova (7-5, 4-6, 4-6), à Madrid, totalement renversée par la Roumaine qualifiée Jaqueline Cristian (6-2, 0-6, 2-6) qui accède pour la première fois de sa carrière au troisième tour d'un WTA 1000, à Strasbourg, éliminée une deuxième fois par Liudmila Samsonova (2-6, 7-6, 4-6) et à Roland Garros où elle subit la loi de la Suissesse Viktorija Golubic qui remporte un match en capitale française pour la première fois depuis huit saisons (6-7, 4-6). Elle redresse un peu la barre à Birmingham en dominant la qualifiée Daria Saville (6-1, 7-6) et l'invitée locale Harriet Dart (6-3, 6-4) avant de tomber contre Anastasia Potapova (1-6, 4-6) et d'enchaîner une deuxième défaite sur herbe contre Leylah Fernandez (2-6, 6-3, 2-6) qui parviendra jusqu'en finale à Eastbourne.
C'est dans cette méforme qu'elle participe au Grand Chelem de Wimbledon début juillet. Elle y sort difficilement la Russe Veronika Kudermetova, prenant sa revanche au premier tour (7-6, 6-7, 7-5), puis l'Américaine issue des qualifications Katie Volynets en deux jeux décisifs, avant de profiter au troisième tour de l'abandon de l'Espagnole Jéssica Bouzas Maneiro (6-0, 4-3 ab.) qui vient de remporter ses premiers matchs en Majeur. En huitièmes de finale, elle élimine l'Américaine Danielle Collins (7-5, 6-3), onzième joueuse au classement WTA accédant par là même à son premier quart de finale à Londres. Elle y affronte la redoutable Lettone Jeļena Ostapenko, demi-finaliste de l'édition 2018, et qui lors de ses quatre précédents matchs n'a laissé que des miettes à ses adversaires (15 jeux perdus depuis le début du tournoi). Barbora Krejčíková parvient néanmoins à s'imposer en deux manches (6-4, 7-6). Pour la deuxième fois de sa carrière, elle va jouer une demi-finale de Grand Chelem. Le défi qui l'attend n'est pas des moindres, en la personne d'Elena Rybakina, no 4 mondiale, lauréate du tournoi deux ans plus tôt, et donnée comme favorite à ce stade de la compétition. À l'issue d'un premier set mené tambour battant par la Kazakhe, la Tchèque réagit : elle parvient à élever son niveau de jeu et à rééquilibrer la partie. Menant 4-3 dans le troisième set, elle ne manque pas l'occasion de break qui se présente à elle, avant de conclure sur un jeu blanc (3-6, 6-3, 6-4). Barbora Krejčíková signe son grand retour en finale d'un majeur, trois ans après sa victoire surprise porte d'Auteuil. Le dernier match du tableau féminin l'oppose à la joueuse en forme du moment, l'Italienne Jasmine Paolini, numéro sept mondiale, déjà finaliste un mois plus tôt à Roland-Garros, en simple comme en double. Après presque deux heures d'un match indécis et marqué par de nombreuses fautes, Barbora Krejčíková s'impose en trois manches (6-2, 2-6, 6-4). Elle remporte son deuxième tournoi du Grand Chelem, le premier à Wimbledon, et réintègre le Top 10 dès le lendemain.
Elle enchaîne fin juillet avec les Jeux Olympiques de Paris 2024, ses premiers en simple et renverse dans un match décousu l'Espagnole Sara Sorribes Tormo (4-6, 6-0, 7-6) avant de sortir la Chinoise Wang Xinyu (6-3, 6-2) et l'ancienne numéro trois Elina Svitolina (7-6, 2-6, 6-4). Elle est sortie en quarts de finale par une des surprises du tournoi, la Slovaque Anna Karolína Schmiedlová (4-6, 2-6).
Elle réapparaît sur le circuit fin août à l'occasion de l'US Open, y franchit un tour contre la qualifiée Marina Bassols Ribera (7-6, 6-2), qui dispute son premier match en Grand Chelem, mais est surprise par la Roumaine Elena-Gabriela Ruse (4-6, 5-7), 122e mondiale et qui franchit pour la première fois de sa vie un deuxième tour en Majeur. Elle s'incline quelques semaines plus tard comme l'année précédente d'entrée à Pékin contre une autre Roumaine, Jaqueline Cristian (6-1, 4-6, 5-7) qui joue pour la première fois le tournoi, après avoir pourtant obtenue quatre balles de match, mais également à Wuhan contre l'Américaine Hailey Baptiste, qualifiée, qui obtient sa première victoire sur une Top 10 en carrière (3-6, 5-7). Brisant sa série négative en sortant la modeste repêchée Ma Yexin (7-6, 6-3), elle échoue au tour suivant face à Mirra Andreeva, abandonnant (6-7, 2-3 ab.) à Ningbo. Sa victoire à Wimbledon lui permet de se qualifier pour le Masters de fin d'année où elle subit une première défaite renversante contre la numéro deux mondiale Iga Świątek, vainqueur cette saison là de son troisième Roland Garros consécutif (6-4, 5-7, 2-6). Elle empoche néanmoins sa première victoire dans le tournoi contre Jessica Pegula, finaliste à l'US Open (6-3, 6-3) et sort victorieuse d'une deuxième Américaine, la jeune numéro trois Coco Gauff (7-5, 6-4) ce qui lui permet d'accéder pour la première fois de sa carrière en demi-finale. Elle subit la loi d'une autre jeune joueuse, la Chinoise Zheng Qinwen (3-6, 5-7) qui dispute alors son premier WTA Finals. Elle conclut l'année à la dixième place mondiale.

### 2025. Blessures
En raison de blessures, elle ne débute la saison qu'en mai, lors du tournoi de Strasbourg, juste avant le tournoi de Roland Garros. Elle essuie une défaite dès son entrée en lice contre la Polonaise Magda Linette (3-6, 3-6) puis remporte sa première victoire de l'année contre la vétérane Tatjana Maria (7-6, 6-3), peu à son aise sur ocre. Elle ne gagne néanmoins que trois jeux contre l'ancienne Top 10 Veronika Kudermetova au tour suivant (0-6, 3-6).
Elle joue sur gazon à Eastbourne juste avant le Grand Chelem londonien et remporte difficilement ses matchs contre les invitées locales Harriet Dart (6-3, 6-7, 7-5) et Jodie Burrage (6-4, 4-6, 7-6) avant de déclarer forfait en quart de finale.

## Palmarès

### Titres en simple dames
| No | Date       | Nom et lieu du tournoi                      | Catégorie | Dotation     | Surface      | Finaliste                | Score          |          |
| -- | ---------- | ------------------------------------------- | --------- | ------------ | ------------ | ------------------------ | -------------- | -------- |
| 1  | 23-05-2021 | Internationaux de Strasbourg, Strasbourg    | WTA 250   | 235 238 $    | Terre (ext.) | Sorana Cîrstea           | 6-3, 6-3       | Parcours |
| 2  | 30-05-2021 | Roland-Garros, Paris                        | G. Chelem | 38 409 679 $ | Terre (ext.) | Anastasia Pavlyuchenkova | 6-1, 2-6, 6-4  | Parcours |
| 3  | 12-07-2021 | Livesport Prague Open, Prague               | WTA 250   | 235 238 $    | Dur (ext.)   | Tereza Martincová        | 6-2, 6-0       | Parcours |
| 4  | 26-09-2022 | Tallinn Open, Tallinn                       | WTA 250   | 251 750 $    | Dur (int.)   | Anett Kontaveit          | 6-2, 6-3       | Parcours |
| 5  | 03-10-2022 | Agel Open 2022, Ostrava                     | WTA 500   | 757 900 $    | Dur (int.)   | Iga Świątek              | 5-7, 7-64, 6-3 | Parcours |
| 6  | 19-02-2023 | Dubai Duty Free Tennis Championships, Dubaï | WTA 1000  | 2 788 468 $  | Dur (ext.)   | Iga Świątek              | 6-4, 6-2       | Parcours |
| 7  | 11-09-2023 | Cymbiotika San Diego Open, San Diego        | WTA 500   | 780 637 $    | Dur (ext.)   | Sofia Kenin              | 6-4, 2-6, 6-4  | Parcours |
| 8  | 01-07-2024 | Wimbledon, Londres                          | G. Chelem | NC           | Gazon (ext.) | Jasmine Paolini          | 6-2, 2-6, 6-4  | Parcours |

### Finales en simple dames
| No | Date       | Nom et lieu du tournoi                  | Catégorie | Dotation    | Surface      | Vainqueure       | Score          |          |
| -- | ---------- | --------------------------------------- | --------- | ----------- | ------------ | ---------------- | -------------- | -------- |
| 1  | 21-05-2017 | Nürnberger Versicherungscup, Nuremberg  | Intern'l  | 250 000 $   | Terre (ext.) | Kiki Bertens     | 6-2, 6-1       | Parcours |
| 2  | 07-03-2021 | Duty Free Tennis Championships, Dubaï   | WTA 1000  | 1 845 490 $ | Dur (ext.)   | Garbiñe Muguruza | 7-66, 6-3      | Parcours |
| 3  | 10-01-2022 | Sydney Tennis Classic, Sydney           | WTA 500   | 703 580 $   | Dur (ext.)   | Paula Badosa     | 6-3, 4-6, 7-64 | Parcours |
| 4  | 19-06-2023 | Rothesay Classic Birmingham, Birmingham | WTA 250   | 259 303 $   | Gazon (ext.) | Jeļena Ostapenko | 7-68, 6-4      | Parcours |
| 5  | 09-10-2023 | Zhengzhou Open, Zhengzhou               | WTA 500   | 780 637 $   | Dur (ext.)   | Zheng Qinwen     | 2-6, 6-2, 6-4  | Parcours |

### Titres en double dames
| No | Date       | Nom et lieu du tournoi                        | Catégorie     | Dotation        | Surface         | Partenaire         | Finalistes                           | Score             |          |
| -- | ---------- | --------------------------------------------- | ------------- | --------------- | --------------- | ------------------ | ------------------------------------ | ----------------- | -------- |
| 1  | 14-09-2015 | Coupe Banque Nationale Québec                 | Intern'l      | 250 000 $       | Moquette (int.) | An-Sophie Mestach  | María Irigoyen Paula Kania           | 4-6, 6-3, [12-10] | Parcours |
| 2  | 27-05-2018 | Roland-Garros Paris                           | G. Chelem     | 2 454 000 €     | Terre (ext.)    | Kateřina Siniaková | Eri Hozumi Makoto Ninomiya           | 6-3, 6-3          | Parcours |
| 3  | 02-07-2018 | The Championships Wimbledon                   | G. Chelem     | 2 007 000 £     | Gazon (ext.)    | Kateřina Siniaková | Nicole Melichar Květa Peschke        | 6-4, 4-6, 6-0     | Parcours |
| 4  | 05-08-2019 | Rogers Cup presented by National Bank Toronto | Premier 5     | 2 529 250 $     | Dur (ext.)      | Kateřina Siniaková | Anna-Lena Grönefeld Demi Schuurs     | 7-5, 6-0          | Parcours |
| 5  | 07-10-2019 | Upper Austria Ladies Linz Linz                | Intern'l      | 226 750 $       | Dur (int.)      | Kateřina Siniaková | Barbara Haas Xenia Knoll             | 6-4, 6-3          | Parcours |
| 6  | 05-01-2020 | Shenzhen Open Shenzhen                        | Intern'l      | 651 750 $       | Dur (ext.)      | Kateřina Siniaková | Duan Ying-Ying Zheng Saisai          | 6-2, 3-6, [10-4]  | Parcours |
| 7  | 01-02-2021 | Gippsland Trophy Melbourne                    | WTA 500       | 447 620 $       | Dur (ext.)      | Kateřina Siniaková | Chan Hao-ching Latisha Chan          | 6-3, 7-64         | Parcours |
| 8  | 29-04-2021 | Mutua Madrid Open Madrid                      | WTA 1000      | 6 536 160 $     | Terre (ext.)    | Kateřina Siniaková | Gabriela Dabrowski Demi Schuurs      | 6-4, 6-3          | Parcours |
| 9  | 30-05-2021 | Roland-Garros Paris                           | G. Chelem     | NC              | Terre (ext.)    | Kateřina Siniaková | Bethanie Mattek-Sands Iga Świątek    | 6-4, 6-2          | Parcours |
| 10 | 24-07-2021 | Summer Olympic Tennis Event Tokyo             | J. olympiques | NC              | Dur (ext.)      | Kateřina Siniaková | Belinda Bencic · Viktorija Golubic   | 7-5, 6-1          | Parcours |
| 11 | 10-11-2021 | Akron WTA Finals Guadalajara                  | Masters       | 5 000 000 $     | Dur (ext.)      | Kateřina Siniaková | Hsieh Su-wei Elise Mertens           | 6-3, 6-4          | Parcours |
| 12 | 17-01-2022 | Australian Open Melbourne                     | G. Chelem     | 33 784 200 AUS$ | Dur (ext.)      | Kateřina Siniaková | Anna Danilina Beatriz Haddad Maia    | 63-7, 6-4, 6-4    | Parcours |
| 13 | 27-06-2022 | The Championships Wimbledon                   | G. Chelem     | 38 900 000 £    | Gazon (ext.)    | Kateřina Siniaková | Elise Mertens Zhang Shuai            | 6-2, 6-4          | Parcours |
| 14 | 31-08-2022 | US Open Flushing Meadows                      | G. Chelem     | 27 915 200 $    | Dur (ext.)      | Kateřina Siniaková | Caty McNally Taylor Townsend         | 3-6, 7-5, 6-1     | Parcours |
| 15 | 16-01-2023 | Australian Open Melbourne                     | G. Chelem     | 76 500 000 AUS$ | Dur (ext.)      | Kateřina Siniaková | Shuko Aoyama Ena Shibahara           | 6-4, 6-3          | Parcours |
| 16 | 08-03-2023 | BNP Paribas Open Indian Wells                 | WTA 1000      | 8 800 000 $     | Dur (ext.)      | Kateřina Siniaková | Beatriz Haddad Maia Laura Siegemund  | 6-1, 63-7, [10-7] | Parcours |
| 17 | 19-06-2023 | Rothesay Classic Birmingham Birmingham        | WTA 250       | 259 303 $       | Gazon (ext.)    | Marta Kostyuk      | Storm Hunter Alycia Parks            | 6-2, 7-67         | Parcours |
| 18 | 11-09-2023 | Cymbiotika San Diego Open San Diego           | WTA 500       | 780 637 $       | Dur (ext.)      | Kateřina Siniaková | Danielle Collins Coco Vandeweghe     | 6-1, 6-4          | Parcours |
| 19 | 21-07-2024 | Prague Open 2024 Prague                       | WTA 250       | 267 082 $       | Terre (ext.)    | Kateřina Siniaková | Bethanie Mattek-Sands Lucie Šafářová | 6-3, 6-3          | Parcours |

### Finales en double dames
| No | Date       | Nom et lieu du tournoi                         | Catégorie | Dotation      | Surface      | Vainqueures                        | Partenaire         | Score            |          |
| -- | ---------- | ---------------------------------------------- | --------- | ------------- | ------------ | ---------------------------------- | ------------------ | ---------------- | -------- |
| 1  | 13-10-2014 | BGL BNP Paribas Open Luxembourg                | Intern'l  | 250 000 $     | Dur (int.)   | Timea Bacsinszky Kristina Barrois  | Lucie Hradecká     | 3-6, 6-4, [10-4] | Parcours |
| 2  | 08-02-2016 | St. Petersburg Ladies Trophy Saint-Pétersbourg | Premier   | 753 000 $     | Dur (int.)   | Martina Hingis Sania Mirza         | Vera Dushevina     | 6-3, 6-1         | Parcours |
| 3  | 24-07-2017 | Ericsson Open Båstad                           | Intern'l  | 250 000 $     | Terre (ext.) | Quirine Lemoine Arantxa Rus        | María Irigoyen     | 3-6, 6-3, [10-8] | Parcours |
| 4  | 31-12-2017 | Shenzhen Open Shenzhen                         | Intern'l  | 750 000 $     | Dur (ext.)   | Irina-Camelia Begu Simona Halep    | Kateřina Siniaková | 1-6, 6-1, [10-8] | Parcours |
| 5  | 20-03-2018 | Miami Open presented by Itaú Miami             | PREMIER*  | 7 773 210 $   | Dur (ext.)   | Ashleigh Barty Coco Vandeweghe     | Kateřina Siniaková | 6-2, 6-1         | Parcours |
| 6  | 21-10-2018 | BNP Paribas WTA Finals by SC Global Singapour  | Masters   | 7 000 000 $   | Dur (int.)   | Tímea Babos Kristina Mladenovic    | Kateřina Siniaková | 6-4, 7-5         | Parcours |
| 7  | 06-03-2019 | BNP Paribas Open Indian Wells                  | PREMIER*  | 8 359 455 $   | Dur (ext.)   | Elise Mertens Aryna Sabalenka      | Kateřina Siniaková | 6-3, 6-2         | Parcours |
| 8  | 17-02-2020 | Duty Free Tennis Championships Dubaï           | Premier   | 2 529 740 $   | Dur (ext.)   | Hsieh Su-wei Barbora Strýcová      | Zheng Saisai       | 7-5, 3-6, [10-5] | Parcours |
| 9  | 10-02-2021 | Australian Open Melbourne                      | G. Chelem | 22 689 778 A$ | Dur (ext.)   | Elise Mertens Aryna Sabalenka      | Kateřina Siniaková | 6-2, 6-3         | Parcours |
| 10 | 31-10-2022 | WTA Finals Fort Worth Fort Worth               | Masters   | 5 000 000 $   | Dur (int.)   | Veronika Kudermetova Elise Mertens | Kateřina Siniaková | 6-2, 4-6, 11-9   | Parcours |
| 11 | 23-04-2024 | Mutua Madrid Open Madrid                       | WTA 1000  | 8 770 480 $   | Terre (ext.) | Cristina Bucșa S. Sorribes Tormo   | Laura Siegemund    | 6-0, 6-2         | Parcours |

### Titres en double mixte
| No | Date       | Nom et lieu du tournoi    | Catégorie | Dotation    | Surface    | Partenaire    | Finalistes                         | Score            |          |
| -- | ---------- | ------------------------- | --------- | ----------- | ---------- | ------------- | ---------------------------------- | ---------------- | -------- |
| 1  | 18-01-2019 | Australian Open Melbourne | G. Chelem | 654 000 AU$ | Dur (ext.) | Rajeev Ram    | Astra Sharma John-Patrick Smith    | 7-63, 6-1        | Parcours |
| 2  | 20-01-2020 | Australian Open Melbourne | G. Chelem | 682 000 AU$ | Dur (ext.) | Nikola Mektić | Jamie Murray Bethanie Mattek-Sands | 5-7, 6-4, [10-1] | Parcours |
| 3  | 12-02-2021 | Australian Open Melbourne | G. Chelem | 617 000 $   | Dur (ext.) | Rajeev Ram    | Samantha Stosur Matthew Ebden      | 6-1, 6-4         | Parcours |

### Titre en double en WTA 125
| No | Date       | Nom et lieu du tournoi        | Catégorie | Dotation  | Surface    | Partenaire    | Finalistes                              | Score            |          |
| -- | ---------- | ----------------------------- | --------- | --------- | ---------- | ------------- | --------------------------------------- | ---------------- | -------- |
| 1  | 09-11-2015 | Engie Open de Limoges Limoges | WTA 125   | 125 000 $ | Dur (int.) | Mandy Minella | Margarita Gasparyan Oksana Kalashnikova | 1-6, 7-5, [10-6] | Parcours |

## Parcours en Grand Chelem

### Victoires (2)
| Année | Tournoi       | Adversaire en finale     | Score         |
| 2021  | Roland-Garros | Anastasia Pavlyuchenkova | 6-1, 2-6, 6-4 |
| 2024  | Wimbledon     | Jasmine Paolini          | 6-2, 2-6, 6-4 |

### En simple dames
| Année | Open d'Australie | Open d'Australie      | Internationaux de France | Internationaux de France | Wimbledon      | Wimbledon           | US Open         | US Open           |
| ----- | ---------------- | --------------------- | ------------------------ | ------------------------ | -------------- | ------------------- | --------------- | ----------------- |
| 2014  | —                | —                     | —                        | —                        | —              | —                   | Q3              | Alla Kudryavtseva |
| 2015  | Q2               | Liu Fangzhou          | Q2                       | L. Domínguez Lino        | Q1             | Luksika Kumkhum     | Q1              | Naomi Broady      |
| 2016  | Q3               | Tamira Paszek         | —                        | —                        | Q1             | M. Larcher de Brito | —               | —                 |
| 2017  | Q2               | Jennifer Brady        | —                        | —                        | Q2             | Destanee Aiava      | Q1              | Polona Hercog     |
| 2018  | Q3               | Marta Kostyuk         | 1er tour (1/64)          | Karolína Plíšková        | —              | —                   | Q1              | Fanny Stollár     |
| 2019  | Q2               | Jessika Ponchet       | Q1                       | Robin Anderson           | —              | —                   | Q2              | Asia Muhammad     |
| 2020  | 2e tour (1/32)   | Ekaterina Alexandrova | 1/8 de finale            | Nadia Podoroska          | Annulé         | Annulé              | —               | —                 |
| 2021  | 2e tour (1/32)   | Ekaterina Alexandrova | Victoire                 | A. Pavlyuchenkova        | 1/8 de finale  | Ashleigh Barty      | 1/4 de finale   | Aryna Sabalenka   |
| 2022  | 1/4 de finale    | Madison Keys          | 1er tour (1/64)          | Diane Parry              | 3e tour (1/16) | Ajla Tomljanović    | 2e tour (1/32)  | Aleksandra Krunić |
| 2023  | 1/8 de finale    | Jessica Pegula        | 1er tour (1/64)          | Lesia Tsurenko           | 2e tour (1/32) | Mirra Andreeva      | 1er tour (1/64) | Lucia Bronzetti   |
| 2024  | 1/4 de finale    | Aryna Sabalenka       | 1er tour (1/64)          | Viktorija Golubic        | Victoire       | Jasmine Paolini     | 2e tour (1/32)  | E-G. Ruse         |
| 2025  | —                | —                     | 2e tour (1/32)           | Veronika Kudermetova     | 3e tour (1/16) | Emma Navarro        |                 |                   |

N.B. : à droite du résultat se trouve le nom de l'ultime adversaire.

### En double dames
| Année | Open d'Australie                                                                       | Open d'Australie                                                                    | Internationaux de France                                                              | Internationaux de France                                                            | Wimbledon                                                                             | Wimbledon                                                                               | US Open               | US Open                |
| ----- | -------------------------------------------------------------------------------------- | ----------------------------------------------------------------------------------- | ------------------------------------------------------------------------------------- | ----------------------------------------------------------------------------------- | ------------------------------------------------------------------------------------- | --------------------------------------------------------------------------------------- | --------------------- | ---------------------- |
| 2015  | —                                                                                      | —                                                                                   | 1er tour (1/32) J. Görges \|\| style="text-align:left;" \| M. Hingis S. Mirza         | —                                                                                   | —                                                                                     | —                                                                                       | —                     |                        |
| 2016  | 2e tour (1/16) Wang Y. \|\| style="text-align:left;" \| J. Görges K. Plíšková          | 1/2 finale K. Siniaková \|\| style="text-align:left;" \| E. Makarova E. Vesnina     | 1er tour (1/32) K. Siniaková \|\| style="text-align:left;" \| A. Medina A. Parra      | 1/4 de finale K. Siniaková \|\| style="text-align:left;" \| M. Hingis C. Vandeweghe |                                                                                       |                                                                                         |                       |                        |
| 2017  | 2e tour (1/16) G. Voskoboeva \|\| style="text-align:left;" \| A-L Grönefeld K. Peschke | 3e tour (1/8) Chan H.-c. \|\| style="text-align:left;" \| L. Hradecká K. Siniaková  | 1er tour (1/32) Hsieh S.-w. \|\| style="text-align:left;" \| J.Görges B. Strýcová     | 3e tour (1/8) L. Kichenok \|\| style="text-align:left;" \| L. Šafářová B. Strýcová  |                                                                                       |                                                                                         |                       |                        |
| 2018  | 3e tour (1/8) K. Siniaková \|\| style="text-align:left;" \| E. Makarova E.Vesnina      | Victoire K. Siniaková                                                               | E. Hozumi M. Ninomiya                                                                 | Victoire K. Siniaková                                                               | N. Melichar K. Peschke                                                                | 1/2 finale K. Siniaková \|\| style="text-align:left;" \| A. Barty C. Vandeweghe         |                       |                        |
| 2019  | 1/4 de finale K. Siniaková \|\| style="text-align:left;" \| S. Stosur Zhang S.         | 1er tour (1/32) K. Siniaková \|\| style="text-align:left;" \| N. Kichenok A. Spears | 1/2 finale K. Siniaková \|\| style="text-align:left;" \| G. Dabrowski Xu Y.           | —                                                                                   | —                                                                                     |                                                                                         |                       |                        |
| 2020  | 1/2 finale K. Siniaková \|\| style="text-align:left;" \| Hsieh S.-w. B. Strýcová       | 1/2 finale K. Siniaková \|\| style="text-align:left;" \| T. Babos K. Mladenovic     | Annulé                                                                                | Annulé                                                                              | —                                                                                     | —                                                                                       |                       |                        |
| 2021  | Finale K. Siniaková                                                                    | E. Mertens A. Sabalenka                                                             | Victoire K. Siniaková                                                                 | B. Mattek-Sands I. Świątek                                                          | 1/4 de finale K. Siniaková \|\| style="text-align:left;" \| V. Kudermetova E. Vesnina | 1er tour (1/32) K. Siniaková \|\| style="text-align:left;" \| M. Linette B. Pera        |                       |                        |
| 2022  | Victoire K. Siniaková                                                                  | A. Danilina B. Haddad Maia                                                          | —                                                                                     | —                                                                                   | Victoire K. Siniaková                                                                 | E. Mertens Zhang S.                                                                     | Victoire K. Siniaková | C. McNally T. Townsend |
| 2023  | Victoire K. Siniaková                                                                  | S. Aoyama E. Shibahara                                                              | 1er tour (1/32) K. Siniaková \|\| style="text-align:left;" \| U. Eikeri E. Hozumi     | —                                                                                   | —                                                                                     | 2e tour (1/16) K. Siniaková \|\| style="text-align:left;" \| B. Strýcová M. Vondroušová |                       |                        |
| 2024  | 1/4 de finale L. Siegemund \|\| style="text-align:left;" \| S. Hunter K. Siniaková     | 1/8 de finale L. Siegemund \|\| style="text-align:left;" \| G. Olmos A. Panova      | 1/4 de finale L. Siegemund \|\| style="text-align:left;" \| G. Dabrowski E. Routliffe | —                                                                                   | —                                                                                     |                                                                                         |                       |                        |
| 2025  | —                                                                                      | —                                                                                   | —                                                                                     | —                                                                                   | 1/8 de finale Chan H.-c. \|\| Forfait                                                 |                                                                                         |                       |                        |

N.B. : le nom de la partenaire se trouve sous le résultat ; les noms des ultimes adversaires se trouvent à droite.

### En double mixte
| Année | Open d'Australie                                                             | Open d'Australie                                                                    | Internationaux de France                                                      | Internationaux de France | Wimbledon                                                                    | Wimbledon                                                                       | US Open | US Open |
| ----- | ---------------------------------------------------------------------------- | ----------------------------------------------------------------------------------- | ----------------------------------------------------------------------------- | ------------------------ | ---------------------------------------------------------------------------- | ------------------------------------------------------------------------------- | ------- | ------- |
| 2016  | —                                                                            | —                                                                                   | —                                                                             | —                        | 2e tour (1/16) A. Sá \|\| style="text-align:left;" \| A. Hlaváčková Ł. Kubot | 1/4 de finale M. Draganja \|\| style="text-align:left;" \| C. Vandeweghe R. Ram |         |         |
| 2017  | 1er tour (1/16) R. Ram \|\| style="text-align:left;" \| C. Dellacqua M. Reid | 1er tour (1/16) N. Monroe \|\| style="text-align:left;" \| P. Parmentier M. Bourgue | 3e tour (1/8) M. Venus \|\| style="text-align:left;" \| E. Vesnina B. Soares  | —                        | —                                                                            |                                                                                 |         |         |
|       |                                                                              |                                                                                     |                                                                               |                          |                                                                              |                                                                                 |         |         |
| 2019  | Victoire R. Ram                                                              | A. Sharma J.-P. Smith                                                               | —                                                                             | —                        | —                                                                            | —                                                                               | —       | —       |
| 2020  | Victoire N. Mektić                                                           | B. Mattek-Sands J. Murray                                                           | Annulé                                                                        | Annulé                   | Annulé                                                                       | Annulé                                                                          | Annulé  | Annulé  |
| 2021  | Victoire R. Ram                                                              | S. Stosur M. Ebden                                                                  | 1/4 de finale F. Polášek \|\| style="text-align:left;" \| G. Olmos J.S. Cabal | —                        | —                                                                            | —                                                                               | —       |         |
|       |                                                                              |                                                                                     |                                                                               |                          |                                                                              |                                                                                 |         |         |
| 2024  | —                                                                            | —                                                                                   | 2e tour (1/8) J. Vliegen \|\| style="text-align:left;" \| Forfait             | —                        | —                                                                            | 1/4 de finale M. Ebden \|\| style="text-align:left;" \| A. Sutjiadi R. Bopanna  |         |         |

N.B. : le nom du partenaire se trouve sous le résultat ; les noms des ultimes adversaires se trouvent à droite.

## Parcours en «Premier» et WTA 1000
Les tournois WTA « Premier Mandatory » et « Premier 5 » (entre 2009 et 2020) et WTA 1000 (à partir de 2021) constituent les catégories d'épreuves les plus prestigieuses, après les quatre levées du Grand Chelem. 

De 2009 à 2023, les tournois Premier Mandatory (dits tournois WTA 1000 obligatoires entre 2021 et 2023) regroupent Indian Wells, Miami, Madrid et Pékin, les autres constituant les tournois Premier 5 (tournois WTA 1000 non-obligatoires). À partir de 2024, le nombre de tournois WTA 1000 passe à 10 par saison (fin de l’alternance Doha / Dubaï), ces derniers devenant tous obligatoires et offrant tous 1000 points à la vainqueure (contre 900 points précédemment pour les tournois Premier 5).

### En simple dames
| Année |       |                            |                     |                            |                            |                            |                             |                              |                                |                             |  |                               |
| Doha  | Dubaï | Indian Wells               | Miami               | Madrid                     | Rome                       | Canada                     | Cincinnati                  | Pékin                        |                                | Wuhan                       |  |                               |
| Doha  | Dubaï | Indian Wells               | Miami               | Madrid                     | Rome                       | Canada                     | Cincinnati                  | Pékin                        | Guadalajara                    |                             |  |                               |
| Doha  | Dubaï | Indian Wells               | Miami               | Madrid                     | Rome                       | Canada                     | Cincinnati                  | Pékin                        |                                |                             |  |                               |
| 2018  |       |                            | WTA 500             |                            |                            |                            |                             | 1er tour (1/32) Zhang S.     |                                |                             |  |                               |
|       |       |                            |                     |                            |                            |                            |                             |                              |                                |                             |  |                               |
| 2021  |       | WTA 500                    | Finale G. Muguruza  | 4e tour (1/8) P. Badosa    | 2e tour (1/32) I. Świątek  | 1er tour (1/32) P. Badosa  | 3e tour (1/8) I. Świątek    |                              | 1/4 de finale A. Barty         | Annulé                      |  | Annulé                        |
| 2022  |       | 3e tour (1/8) J. Ostapenko | WTA 500             |                            |                            |                            |                             | 1er tour (1/32) Ka. Plíšková | 1er tour (1/32) V. Kudermetova | Hors calendrier             |  | 1er tour (1/32) A. Kalinskaya |
| 2023  |       | WTA 500                    | Victoire I. Świątek | 4e tour (1/8) A. Sabalenka | 4e tour (1/8) A. Sabalenka | 4e tour (1/8) P. Martić    | 3e tour (1/16) J. Ostapenko |                              | 1er tour (1/32) V. Azarenka    | 1er tour (1/32) M. Andreeva |  |                               |
| 2024  |       |                            |                     |                            |                            | 2e tour (1/32) J. Cristian |                             |                              |                                | 2e tour (1/32) J. Cristian  |  | 2e tour (1/16) H. Baptiste    |
| 2025  |       |                            |                     |                            |                            |                            |                             | 1er tour (1/64) B. Andreescu | 4e tour (1/8) J. Paolini       |                             |  |                               |

Sous le résultat, l’ultime adversaire.
1. 1 2   Les tournois de Doha et Dubaï alternent le statut de tournoi WTA 1000 (ex Premier 5) entre 2009 et 2023 : les trois premières éditions ont lieu à Dubaï, les trois suivantes à Doha, puis Dubaï accueille le tournoi de cette catégorie les années impaires et Dubaï les années paires. De 2011 à 2023, la ville qui n’accueille pas de WTA 1000 organise à la place un tournoi WTA 500 (ex Premier).
2. 1 2 3 4 5 6 7   L’ordre de déroulement des tournois a évolué depuis 2009 : Rome se dispute avant Madrid et Cincinnati avant Montréal/Toronto jusqu’en 2010, tandis que Tokyo (2009-2013)-Wuhan (2014-2019, 2024-)-Guadalajara (2022-2023) ont lieu avant Pékin jusqu’en 2023.
3. 1 2  Du fait de la pandémie de Covid-19, les tournois d’Indian Wells, de Miami, de Madrid, du Canada, de Wuhan et de Pékin sont annulés en 2020. Ces deux derniers le sont également en 2021. Pour des raisons d’organisation, le tournoi de Cincinnati 2020 a exceptionnellement lieu à Flushing Meadows à New York.
4. ↑  Le 1er décembre 2021, le président de la WTA, Steve Simon, annonce que tous les tournois prévus en Chine et à Hong Kong sont suspendus à partir de 2022, en raison de préoccupations concernant la sécurité et le bien-être de la joueuse de tennis chinoise Peng Shuai après ses allégations de relations sexuelles non-consenties avec Zhang Gaoli, membre de haut rang du Parti communiste chinois. Le tournoi de Pékin revient en 2023. Le tournoi de Guadalajara remplace celui de Wuhan pendant deux ans, ce dernier réapparaissant en 2024.

## Parcours au Masters

### En simple dames
| # | Date       | Nom de l’édition             | ($)        | Surface    | Résultat              | Ultime adversaire | Score         |          |
| - | ---------- | ---------------------------- | ---------- | ---------- | --------------------- | ----------------- | ------------- | -------- |
| 1 | 10/11/2021 | Akron WTA Finals Guadalajara | 5 000 000  | Dur (ext.) | Round Robin (défaite) | Anett Kontaveit   | 3-6, 4-6      | Parcours |
| 1 | 10/11/2021 | Akron WTA Finals Guadalajara | 5 000 000  | Dur (ext.) | Round Robin (défaite) | Garbiñe Muguruza  | 6-2, 3-6, 4-6 | Parcours |
| 1 | 10/11/2021 | Akron WTA Finals Guadalajara | 5 000 000  | Dur (ext.) | Round Robin (défaite) | Karolína Plíšková | 6-0, 4-6, 4-6 | Parcours |
| 2 | 02/11/2024 | WTA Finals Riyad             | 15 250 000 | Dur (int.) | 1/2 finale            | Zheng Qinwen      | 3-6, 5-7      | Parcours |

### En double dames
| # | Date       | Nom de l'édition                              | ($)        | Surface    | Résultat    | Partenaire         | Ultimes adversaires                | Score            |          |
| - | ---------- | --------------------------------------------- | ---------- | ---------- | ----------- | ------------------ | ---------------------------------- | ---------------- | -------- |
| 1 | 21/10/2018 | BNP Paribas WTA Finals by SC Global Singapour | 7 000 000  | Dur (int.) | Finale      | Kateřina Siniaková | Tímea Babos Kristina Mladenovic    | 6-4, 7-5         | Parcours |
| 2 | 27/11/2019 | Shiseido WTA Finals Shenzhen Shenzhen         | 14 000 000 | Dur (int.) | Round Robin | Kateřina Siniaková | Samantha Stosur Zhang Shuai        | 6-3, 7-67        | Parcours |
| 3 | 10/11/2021 | Akron WTA Finals Guadalajara                  | 5 000 000  | Dur (ext.) | Victoire    | Kateřina Siniaková | Hsieh Su-wei Elise Mertens         | 6-3, 6-4         | Parcours |
| 4 | 31/10/2022 | WTA Finals Fort Worth                         | 5 000 000  | Dur (int.) | Finale      | Kateřina Siniaková | Veronika Kudermetova Elise Mertens | 6-2, 4-6, [11-9] | Parcours |

## Parcours aux Jeux olympiques

### En simple dames
| # | Date       | Nom de l'olympiade         | Surface             | Résultat      | Ultime adversaire         | Score    |          |
| - | ---------- | -------------------------- | ------------------- | ------------- | ------------------------- | -------- | -------- |
| 1 | 27/07/2024 | Olympic Tennis Event Paris | Terre battue (ext.) | 1/4 de finale | Anna Karolína Schmiedlová | 6-4, 6-2 | Parcours |

### En double dames
| # | Date       | Nom de l'olympiade         | Surface             | Résultat      | Partenaire         | Ultimes adversaires                | Score    |          |
| - | ---------- | -------------------------- | ------------------- | ------------- | ------------------ | ---------------------------------- | -------- | -------- |
| 1 | 24/07/2021 | Olympic Tennis Event Tokyo | Dur (ext.)          | Or            | Kateřina Siniaková | Belinda Bencic · Viktorija Golubic | 7-5, 6-1 | Parcours |
| 2 | 27/07/2024 | Olympic Tennis Event Paris | Terre battue (ext.) | 1/4 de finale | Kateřina Siniaková | Mirra Andreeva Diana Shnaider      | 6-1, 7-5 | Parcours |

## Classements WTA en fin de saison
| Année          | 2011 | 2012 | 2013 | 2014 | 2015 | 2016 | 2017 | 2018 | 2019 | 2020 | 2021 | 2022 | 2023 | 2024 |
| Rang en simple | 895  | 608  | 376  | 188  | 187  | 250  | 126  | 203  | 131  | 65   | 5    | 21   | 10   | 10   |
| Rang en double | 827  | 614  | 352  | 121  | 87   | 32   | 54   | 1    | 13   | 7    | 2    | 3    | 13   | 29   |

Source : (en) Classements de Barbora Krejčíková sur le site officiel de la Fédération internationale de tennis

## Records et statistiques

### Confrontations avec ses principales adversaires
Confrontations lors des différents tournois WTA avec ses principales adversaires (5 confrontations minimum et avoir été membre du top 10). Classement par pourcentage de victoires. Situation au 4 novembre 2024 :
| Joueuse              | Meilleur classement | Confrontations | Victoires | Défaites | Pourcentage de victoires | Dernière confrontation                       |
| -------------------- | ------------------- | -------------- | --------- | -------- | ------------------------ | -------------------------------------------- |
| Aryna Sabalenka      | 1                   | 7              | 1         | 6        | 14,3                     | défaite (2-6, 3-6) à l'Open d'Australie 2024 |
| Veronika Kudermetova | 9                   | 6              | 2         | 4        | 33,3                     | défaite (0-6, 3-6) à Roland-Garros 2025      |
| Jeļena Ostapenko     | 5                   | 8              | 3         | 5        | 37,5                     | victoire (6-4, 7-64) à Wimbledon 2024        |
| Iga Świątek          | 1                   | 5              | 2         | 3        | 40                       | défaite (6-4, 5-7, 2-6) aux WTA Finals 2024  |
| Daria Kasatkina      | 8                   | 5              | 3         | 2        | 60                       | défaite (5-7, 6-1, 1-6) à Zhuhai 2023        |

### Victoires sur le top 10
Toutes ses victoires sur des joueuses classées dans le top 10 de la WTA lors de la rencontre.

| Légende      |
| Grand Chelem |
| Masters      |
| WTA 1000     |
| WTA 500      |
| WTA 250      |
| Fed Cup      |

| #  |       |  | Tournoi       | Année | Surface      |                 | Adversaire       | Rang   | Tour           | Score           | Tableau |
| -- | ----- |  | ------------- | ----- | ------------ | --------------- | ---------------- | ------ | -------------- | --------------- | ------- |
| 1  | no 40 |  | Rome          | 2021  | Terre battue |                 | Sofia Kenin      | no 5   | 1/16           | 6-1, 6-4        | Tableau |
| 2  | no 33 |  | Roland-Garros | 2021  | Terre battue |                 | Elina Svitolina  | no 6   | 1/16           | 6-3, 6-2        | Tableau |
| 3  | no 10 |  | Cincinnati    | 2021  | Dur          |                 | Garbiñe Muguruza | no 9   | 1/8            | 6-1, 65-7, 6-2  | Tableau |
| 4  | no 9  |  | US Open       | 2021  | Dur          |                 | Garbiñe Muguruza | no 10  | 1/8            | 6-3, 7-64       | Tableau |
| 5  | no 4  |  | Sydney        | 2022  | Dur          |                 | Anett Kontaveit  | no 7   | 1/2            | 0-6, 6-4, 7-612 | Tableau |
| 6  | no 27 |  | Tallinn       | 2022  | Dur (int.)   |                 | Anett Kontaveit  | no 4   | Finale         | 6-2, 6-3        | Tableau |
| 7  | no 23 |  | Ostrava       | 2022  | Dur (int.)   |                 | Iga Świątek      | no 1   | Finale         | 5-7, 7-64, 6-3  | Tableau |
| 8  | no 30 |  | Dubaï         | 2023  | Dur          |                 | Daria Kasatkina  | no 8   | 1/16           | 6-4, 4-6, 7-5   | Tableau |
| 9  | no 30 |  | Dubaï         | 2023  | Dur          | Aryna Sabalenka | no 2             | 1/4    | 0-6, 7-62, 6-1 |                 | Tableau |
| 10 | no 30 |  | Dubaï         | 2023  | Dur          | Jessica Pegula  | no 3             | 1/2    | 6-1, 5-7, 6-0  |                 | Tableau |
| 11 | no 30 |  | Dubaï         | 2023  | Dur          | Iga Świątek     | no 1             | Finale | 6-4, 6-2       |                 | Tableau |
| 12 | no 32 |  | Wimbledon     | 2024  | Gazon        |                 | Elena Rybakina   | no 4   | 1/2            | 3-6, 6-3, 6-4   | Tableau |
| 13 | no 32 |  | Wimbledon     | 2024  | Gazon        | Jasmine Paolini | no 7             | Finale | 6-2, 2-6, 6-4  |                 | Tableau |
| 14 | no 13 |  | Masters       | 2024  | Dur (int.)   |                 | Jessica Pegula   | no 6   | RR             | 6-3, 6-3        | Tableau |
| 15 | no 13 |  | Masters       | 2024  | Dur (int.)   | Coco Gauff      | no 3             | RR     | 7-5, 6-4       |                 | Tableau |

### Période au rang de numéro un mondiale
| # | Précédée par        | Dates                                                   | Suivie par         | Nombre de semaines | Cumul |
| - | ------------------- | ------------------------------------------------------- | ------------------ | ------------------ | ----- |
| 1 | Tímea Babos         | 22/10/2018 - 13/01/2019 co-no 1 avec Kateřina Siniaková | Kateřina Siniaková | 12                 | 12    |
| 1 | Kristina Mladenovic | 14/06/2021 - 12/07/2021                                 | Elise Mertens      | 4                  | 16    |
| 1 | Elise Mertens       | 27/09/2021 - 18/10/2021                                 | Elise Mertens      | 3                  | 19    |

Au 14 janvier 2019.